# Frozen (franquicia)
Frozen es una franquicia de medios de Disney comenzada en 2013 por la película animada Frozen, la cual fue dirigida por Chris Buck y Jennifer Lee con un guion de Lee y producida por Peter Del Vecho, con las canciones de Robert Lopez y Kristen Anderson-Lopez. Walt Disney Animation Studios dejó como productor ejecutivo a John Lasseter. El guion de la película original está libremente inspirado en el cuento La reina de las nieves de Hans Christian Andersen.
Desde su lanzamiento en noviembre de 2013, la franquicia comenzó a expandirse rápidamente. A la fecha, la franquicia incluye atracciones en parques temáticos de Disney, videojuegos, libros, un show en Disney on Ice, un musical en Broadway y dos cortos animados. Disney confirmó una secuela, y una nueva serie de libros. En noviembre de 2014, TheStreet.com, ha explicado como Frozen es más que una película, es una marca mundial, una franquicia que ha construido varios productos, parques temáticos y secuelas para el siguiente siglo. El analista ejecutivo de Boxoffice, Phil Contrino fue citado diciendo que "se ha vuelto masivo".

## Historia
Frozen fue lanzada en 2013 y está libremente basada en el cuento La reina de las nieves de Hans Christian Andersen. El filme ganó dos premios de la academia en 2014 (Mejor película animada y Mejor canción original) y logró recaudar 1.200 millones de dólares a nivel mundial y logró vender 4.1 millones de bandas sonoras para junio de 2016.
El 12 de marzo de 2015, en la reunión anual de accionistas de Disney, se anunció oficialmente que se estaba desarrollando una secuela de larga duración en Disney Studios. El cortometraje Frozen Fever se estrenó con la película de imagen real Cinderella en 2015. Con el éxito de la película, Disney comenzó a trabajar en tres adaptaciones musicales, para Disney California Adventure, Broadway y Disney Cruise Line, y la primera comenzó en mayo de 2016.
En junio de 2016, Disney anunció una extensión de franquicia llamada Frozen Northern Lights. Esta extensión de marca incluye cortos animados, libros y un especial de televisión.

## Películas

### Frozen(2013)
La película animada de 2013 Frozen fue lanzada con gran éxito comercial y aclamación de la crítica, lo que despertó el interés en los medios relacionados para expandir el universo de Frozen. Para junio de 2014, la dependencia de la película en Noruega para la inspiración visual había resultado en un aumento significativo del turismo en ese país, con un aumento del 37 % en los turistas de los Estados Unidos en el primer trimestre de 2014 (en comparación con el primer trimestre del año anterior ). Los operadores turísticos (incluido Adventures by Disney) respondieron agregando más giras por Noruega.
Cuando se le preguntó sobre futuras secuelas, Del Vecho explicó en marzo que Buck, Lee y él "trabajan muy muy bien juntos", y mencionó "Creo que estaremos desarrollando un nuevo proyecto. Pero no sé qué es eso ahora".  A finales de abril, el presidente de Walt Disney Studios, Alan F. Horn, dijo que "realmente no hemos hablado de una secuela" porque la prioridad actual del estudio es el musical planificado de Broadway, que requerirá "cuatro o cinco" canciones adicionales para ser escrito por López y Anderson-López. Cuando se le preguntó en mayo sobre una secuela durante una entrevista con David Faber de CNBC, el presidente y CEO de Disney, Bob Iger, dijo que Disney no "exigiría una secuela" o "forzaría la narración de historias", porque si lo hiciera, correría el riesgo de crear algo no tan bueno como el primera película. En la misma entrevista, Iger también expresó la esperanza de que la franquicia Frozen "sea algo para siempre para la compañía" similar al Rey León". En junio, Lee confirmó que el director creativo John Lasseter había otorgado expresamente ella y Buck la libertad de explorar lo que sea que les "apasionara": "Todavía no sabemos qué es ... en realidad vamos a empezar de cero. Será algo completamente nuevo".
El 5 de agosto de 2014, Variety informó que Lee había seleccionado su próximo proyecto: una adaptación de guion de la novela de 1962 de Madeleine L'Engle A Wrinkle in Time, para la cual Disney ya tiene los derechos de adaptación cinematográfica. Sin embargo, Lee continuará participando en el proceso de desarrollo de Disney Animation (es decir, dando notas sobre otros proyectos, el mismo proceso por el cual se involucró con Frozen en primer lugar).
El 28 de noviembre de 2014, en una entrevista con The Daily Telegraph, cuando se le preguntó sobre las posibilidades de una secuela de Frozen y un espectáculo en el escenario, Idina Menzel mencionó que "todos están en proceso". También habló sobre su participación en estos proyectos: "Ah, sí, claro ... No es el espectáculo en el escenario, no sé qué pasará con eso, pero espero que la película. Ya veremos. Solo voy a seguir adelante para el viaje ". Sin embargo, el 1 de diciembre, cuando el tema volvió a aparecer durante una entrevista en el programa Today en la cadena NBC, Menzel dijo:" Sabes, no tengo idea. ¡Simplemente asumí eso porque es tan exitoso que eso es lo que están haciendo! "
En una entrevista de marzo de 2015 con BuzzFeed sobre Frozen Fever, los directores abordaron y refutaron los rumores recurrentes sobre una posible secuela de largometraje. Buck bromeó acerca de cómo cada vez que veían esos rumores, él y Lee se preguntaban, "¿Estamos?" Casi al mismo tiempo, Lasseter reiteró a Variety su filosofía sobre las secuelas (mientras hablaba de Toy Story 4): "Nosotros no hacemos ninguna secuela porque queremos imprimir dinero. Lo hacemos porque cada una de estas películas fue creada por un grupo de cineastas, y en mi opinión, ellos son los dueños de esa propiedad intelectual. Así que lo vemos con la simple pregunta: ¿Hay otra historia que podamos contar en este mundo? Y ese deseo tiene que venir del grupo de cineastas. A veces, la respuesta es un sí obvio. Y a veces es: "Amo a los personajes y amo el mundo, pero aún no tengo una idea.Y a veces es solo: "Esa película es una gran película, y el cineasta quiere seguir adelante y hacer otra cosa. Y eso también está bien".

### Frozen II(2019)
El 12 de marzo de 2015, en la reunión anual de accionistas de Disney en San Francisco, Iger, Lasseter y el actor Josh Gad (la voz de Olaf) anunciaron oficialmente que Frozen 2 estaba en desarrollo en Disney, con Buck y Lee regresando como directores y Del Vecho regresa como productor. Lasseter explicó que en Disney Animation, "como con Pixar, cuando hacemos una secuela, es porque los cineastas que crearon el original han creado una idea tan buena que merece estos personajes". En el caso de Congelados, los directores habían "ideado una gran idea para una secuela y escucharán mucho más al respecto, y los llevaremos de regreso a Arendelle". Según Los Angeles Times, hubo "considerable debate interno" en Disney sobre si proceder con una secuela de Frozen en Disney Animation, pero el éxito sin precedentes de la primera película aparentemente influyó en los ejecutivos de Disney para hacer una secuela.
Un mes después, Buck reveló durante una visita a Australia que los directores ya tenían una idea para el final de la secuela, pero todavía están trabajando en la historia que finalmente culminará en ese final. Reconoció su conciencia del desafío que han emprendido: "¿Cómo hacemos frente al fenómeno del primero? Hay mucha presión. Y nos lo pondremos también a nosotros mismos; seremos muy exigentes acerca de cuán bueno este tiene que ser".
En noviembre de 2015, Del Vecho, mientras visitaba la Universidad Duke como padre de un estudiante de primer año de Duke, explicó en una entrevista publicada en el periódico estudiantil de Duke que sus días se dividen actualmente en dos cosas: "manejar la franquicia de Frozen" y "elaborando ideas para el desarrollo de Frozen 2" con los directores. Cuando se le preguntó qué esperar de la secuela, Del Vecho dijo: "Estamos entusiasmados con las ideas que tenemos, pero es demasiado pronto para hablar de ellas. No estaríamos haciendo una secuela si consideráramos que no tenemos una historia para contar que era igual o mayor que la original".
En marzo de 2016, se le preguntó a Kristen Bell, la voz de Anna, si había comenzado a grabar la secuela de Frozen mientras hacía entrevistas promocionales para The Boss. Ella respondió: "Todavía no. Estamos a punto de hacerlo. Lo acaban de escribir y todavía están haciendo ajustes, pero creo que deberíamos estar grabando este mes. La historia es genial y exudan calidad... Les llevó un tiempo porque querían averiguar qué historia necesitaban contar y qué sería importante y atractivo y creo que lo encontraron". En septiembre, Bell explicó en otra entrevista que sus comentarios anteriores estaban equivocados , y aún no había grabado líneas para la secuela porque Disney Animation "todavía estaba dando los toques finales al guion", pero mientras tanto, ya había grabado líneas y canciones para otros proyectos relacionados con Frozen, como Olaf's Frozen Adventure.
En abril de 2017, se anunció que la secuela se lanzaría el 27 de noviembre de 2019.
En marzo de 2018, Anderson-Lopez en una entrevista sobre Broadway's Frozen), para la cual ella y su esposo escribieron las nuevas canciones destacadas, confirmó que ya habían grabado una canción para la secuela con Bell, la voz de Anna.
En julio de 2018, se anunció que Evan Rachel Wood y Sterling K. Brown habían entrado en conversaciones para unirse al elenco en papeles no revelados. En agosto de 2018, Allison Schroeder, la guionista de Hidden Figures y, más recientemente, Christopher Robin de Disney fue contratada para ayudar con Jennifer Lee después de que Lee asumió el papel de directora creativa de Disney Animation, sucediendo a Lasseter.
El 1 de noviembre de 2018, Variety informó que Disney avanzó cinco días el estreno de la película, que inicialmente estaba programada para el 27 de noviembre de 2019 y que ahora se lanzará el 22 de noviembre del mismo año. El avance fue lanzado el 13 de febrero de 2019.

### Frozen III(2027)
El 8 de febrero de 2023, el CEO de The Walt Disney Company, Bob Iger, anunció que una tercera película de Frozen está en progreso de desarrollo. Poco después Josh Gad confirmó que él regresaría como la voz de Olaf. La secuela estaba prevista para ser estrenada en 2026, pero en agosto de 2024, se anunció que el estreno fue programado para el 24 de noviembre de 2027.

### Frozen IV(TBA)
Meses después de anunciar el desarrollo de Frozen III, Bob Iger anunció el 16 de noviembre de 2023, durante las ceremonias de inauguración de World of Frozen en Hong Kong Disneyland, que también se estaba desarrollando Frozen IV.

## Reparto y personajes
| Personajes        | Películas           | Películas          | Cortos                     | Cortos                     | Especiales                   |
| Personajes        | Frozen              | Frozen 2           | Frozen Fever               | Olaf's Frozen Adventure    | LEGO Frozen: Luces del Norte |
| Personajes        | 2013                | 2019               | 2015                       | 2017                       | 2016                         |
| ----------------- | ------------------- | ------------------ | -------------------------- | -------------------------- | ---------------------------- |
| Anna              | Kristen Bell        | Kristen Bell       | Kristen Bell               | Kristen Bell               | Kristen Bell                 |
| Anna              | Livvy Stubenrauch   |                    | Kristen Bell               | Kristen Bell               | Kristen Bell                 |
| Anna              | Katie Lopez         | Hadley Ganaway     | Kristen Bell               | Kristen Bell               | Kristen Bell                 |
| Anna              | Agatha Lee Monn     | Hadley Ganaway     | Kristen Bell               | Kristen Bell               | Kristen Bell                 |
| Elsa              | Idina Menzel        | Idina Menzel       | Idina Menzel               | Idina Menzel               | Idina Menzel                 |
| Elsa              | Eva Bella           | Eva Bella          | Idina Menzel               | Eva Bella                  | Idina Menzel                 |
| Elsa              | Spencer Lacey Ganus | Mattea Conforti    | Idina Menzel               | Eva Bella                  | Idina Menzel                 |
| Kristoff          | Jonathan Groff      | Jonathan Groff     | Jonathan Groff             | Jonathan Groff             | Jonathan Groff               |
| Kristoff          | Tyree Brown         | Jonathan Groff     | Jonathan Groff             | Jonathan Groff             | Jonathan Groff               |
| Olaf              | Josh Gad            | Josh Gad           | Josh Gad                   | Josh Gad                   | Josh Gad                     |
| Sven              | Frank Welker        | Jonathan Groff     | Solamente sonidos animales | Solamente sonidos animales | Jonathan Groff               |
| Hans              | Santino Fontana     | Santino Fontana    | Santino Fontana            | -                          | -                            |
| Marshmallow       | Paul Briggs         | Paul Briggs        | Paul Briggs                | -                          | -                            |
| Oaken             | Chris Williams      | Cameo sin voz      | Chris Williams             | Chris Williams             | -                            |
| Rey Agnarr        | Maurice LaMarche    | Alfred Molina      | -                          | Pinturas                   | -                            |
| Rey Agnarr        | Maurice LaMarche    | Jackson Stein      | -                          | Pinturas                   | -                            |
| Reina Aduna       | Jennifer Lee        | Aurora             |                            | Pinturas                   | -                            |
| Reina Aduna       | Jennifer Lee        | Evan Rachel Wood   |                            | Pinturas                   | -                            |
| Reina Aduna       | Jennifer Lee        | Delaney Rose Stein |                            | Pinturas                   | -                            |
| Duque de Weselton | Alan Tudyk          | Alan Tudyk         | -                          | -                          | -                            |
| Grand Pabbie      | Ciarán Hinds        | Ciarán Hinds       | -                          | -                          | -                            |
| Bulda             | Maia Wilson         | Maia Wilson        | -                          | -                          | -                            |
| Teniente Mattias  | -                   | Sterling K. Brown  | -                          | -                          | -                            |
| Yelana            | -                   | Martha Plimpton    | -                          | -                          | -                            |
| Honeymaren        | -                   | Rachel Matthews    | -                          | -                          | -                            |
| Ryder             | -                   | Jason Ritter       | -                          | -                          | -                            |
| Rey Runeard       | -                   | Jeremy Sisto       | -                          | -                          | -                            |

### Doblaje para América Latina
| Personajes        | Películas              | Películas                   | Cortos                     | Cortos                     | Especiales                   |
| Personajes        | Frozen                 | Frozen 2                    | Frozen Fever               | Olaf's Frozen Adventure    | LEGO Frozen: Luces del Norte |
| Personajes        | 2013                   | 2019                        | 2015                       | 2017                       | 2016                         |
| Anna              | Romina Marroquín Payró | Romina Marroquín Payró      | Romina Marroquín Payró     | Romina Marroquín Payró     | Romina Marroquín Payró       |
| Anna              | Andrea Gómez           | Victoria Céspedes Legarreta | Romina Marroquín Payró     | Romina Marroquín Payró     | Romina Marroquín Payró       |
| Anna              | Sara Gómez             | -                           | Romina Marroquín Payró     | Romina Marroquín Payró     | Romina Marroquín Payró       |
| Elsa              | Carmen Sarahí          | Carmen Sarahí               | Carmen Sarahí              | Carmen Sarahí              | Carmen Sarahí                |
| Elsa              | Andrea Arruti          | -                           | Carmen Sarahí              | Mattea Conforti            | Carmen Sarahí                |
| Elsa              | Regina Carrilo         | Matteea Conforti            | Carmen Sarahí              | Mattea Conforti            | Carmen Sarahí                |
| Kristoff          | Pepe Vilchis           | Pepe Vilchis                | Pepe Vilchis               | Pepe Vilchis               | Pepe Vilchis                 |
| Kristoff          | Matias Quintana Ortiz  | Pepe Vilchis                | Pepe Vilchis               | Pepe Vilchis               | Pepe Vilchis                 |
| Olaf              | David Filio            | David Filio                 | David Filio                | David Filio                | David Filio                  |
| Sven              | ?                      | ?                           | Solamente sonidos animales | Solamente sonidos animales | ?                            |
| Hans              | Hugo Serrano           | Hugo Serrano                | Hugo Serrano               | -                          | -                            |
| Marshmallow       | Juan Carlos Tinoco     | Juan Carlos Tinoco          | Juan Carlos Tinoco         | -                          | -                            |
| Oaken             | Idzi Dutkiewicz        | Cameo sin voz               | Idzi Dutkiewicz            | Idzi Dutkiewicz            | -                            |
| Rey Agnarr        | Raúl Anaya             | Raúl Anaya                  | -                          | Pinturas                   | -                            |
| Rey Agnarr        | Raúl Anaya             | José Luis Pérez Piedra      | -                          | Pinturas                   | -                            |
| Reina Aduna       | Carmen Sarahí          | Aurora                      | -                          | Pinturas                   | -                            |
| Reina Aduna       | Carmen Sarahí          | María Inés Guerra           | -                          | Pinturas                   | -                            |
| Reina Aduna       | Carmen Sarahí          | Leslie Gil                  | -                          | Pinturas                   | -                            |
| Reina Aduna       | Carmen Sarahí          | Regina Tiscareño            | -                          | Pinturas                   | -                            |
| Duque de Weselton | Roberto Carrillo       | Roberto Carrillo            | -                          | -                          | -                            |
| Abuelo Pabbie     | Héctor Lama            | Héctor Lama                 | -                          | -                          | -                            |
| Bulda             | Simone Brook           | Simone Brook                | -                          | -                          | -                            |
| Teniente Matías   | Pinturas               | Salvador Reyes              | -                          | -                          | -                            |
| Yelana            | -                      | Rebeca Patiño               | -                          | -                          | -                            |
| Honeymaren        | -                      | Berenice Esquivel           | -                          | -                          | -                            |
| Ryder             | -                      | Arturo Castañeda Mendoza    | -                          | -                          | -                            |
| Rey Runeard       | -                      | Óscar Bonfiglio             | -                          | -                          | -                            |
| ----------------- | ---------------------- | --------------------------- | -------------------------- | -------------------------- | ---------------------------- |

## Personal
| Rol                 | Películas                                                               | Películas                                                                   | Cortos                                                                  | Cortos                        |
| Rol                 | Frozen                                                                  | Frozen 2                                                                    | Frozen Fever                                                            | Olaf's Frozen Adventure       |
| Director(es)        | Chris Buck y Jennifer Lee                                               | Chris Buck y Jennifer Lee                                                   | Chris Buck y Jennifer Lee                                               | Kevin Deters y Stevie Wermers |
| Productor(es)       | Peter Del Vecho                                                         | Peter Del Vecho                                                             | Peter Del Vecho y Aimee Scribner                                        | Roy Conli                     |
| Productor ejecutivo | John Lasseter                                                           | Byron Howard                                                                | John Lasseter                                                           | John Lasseter                 |
| Historia            | Chris Buck, Jennifer Lee y Shane Morris                                 | Chris Buck, Jennifer Lee, Marc Smith, Kristen Anderson-Lopez y Robert Lopez | Chris Buck, Jennifer Lee y Marc Smith                                   | Jac Schaeffer                 |
| Guionista(s)        | Jennifer Lee                                                            | Jennifer Lee                                                                | Chris Buck, Jennifer Lee y Marc Smith                                   | Jac Schaeffer                 |
| Músico(s)           | Robert Lopez (música y letras) Kristen Anderson-Lopez (música y letras) | Robert Lopez (música y letras) Kristen Anderson-Lopez (música y letras)     | Robert Lopez (música y letras) Kristen Anderson-Lopez (música y letras) | Elyssa Samsel y Kate Anderson |
| Compositor(es)      | Christophe Beck                                                         | Christophe Beck                                                             | Christophe Beck                                                         | Christophe Beck y Jeff Morrow |
| Editor(es)          | Jeff Draheim                                                            | Jeff Draheim                                                                | Jeff Draheim                                                            | Jeremy Milton y Jesse Averna  |
| ------------------- | ----------------------------------------------------------------------- | --------------------------------------------------------------------------- | ----------------------------------------------------------------------- | ----------------------------- |

## Videojuegos
El 19 de noviembre de 2013 se lanzó un videojuego titulado Frozen: Olaf's Quest para Nintendo DS y Nintendo 3DS. Desarrollado por 1st Playable Productions y publicado por GameMill Entertainment. tiene lugar después de los eventos de la película. En el juego, Olaf debe usar sus habilidades únicas de muñeco de nieve para permanecer en una sola pieza a lo largo de 60 niveles. Anna y Elsa fueron lanzadas como figuras en el paquete de la caja de juguetes Frozen para el videojuego Disney Infinity basado en juguetes el 26 de noviembre de 2013, y ambas figuras fueron lanzadas por separado el 11 de marzo de 2014. Además, Disney Mobile lanzó un juego titulado Frozen: Free Fall para plataformas iOS, Android, Windows Phone y PlayStation 4. Tiene lugar en el reino de Arendelle y sigue de cerca la historia original de la película, en la que los jugadores pueden unirse con Anna, Elsa, Kristoff, Hans, Olaf, Pabbie y Sven para unir acertijos con la ayuda del poder especial de cada personaje. Se pueden jugar seis minijuegos en el sitio web de Disney. Sony lanzó una consola PlayStation 4 con temática Frozen de edición limitada en Japón en el momento en que la película fue lanzada al mercado japonés de videos caseros. En 2014, Frozen fue de marca compartida con otra propiedad de Disney: MMORPG Club Penguin para niños, que se convirtió en temática de Frozen por un período de tiempo previo a la temporada navideña; la fiesta congelada duró del 21 de agosto al 3 de septiembre de 2014. En 2015, Frozen Free Fall: Snowball Fight se lanzó en PlayStation 4, PlayStation 3, Xbox One, Xbox 360 y Steam. Un mundo basado en Frozen, "Arendelle" aparece en el videojuego crossover Kingdom Hearts III de 2019, con el elenco de la película repitiendo sus papeles de voz.

## Televisión
La película jugó un papel en la cuarta temporada de una serie de televisión producida por ABC Studios, propiedad de Disney, Once Upon a Time. El 11 de mayo de 2014, la conclusión del final de la tercera temporada del programa reveló una nueva historia que incorporará elementos de Frozen, centrada en la llegada de Elsa, la Reina de las Nieves, después de que su urna fue empujada accidentalmente al portal del viaje en el tiempo desde El bosque encantado vuelve al actual Storybrooke. Los productores ejecutivos del programa luego explicaron que Disney no les había pedido que hicieran un crossover. Más bien, se enamoraron de Frozen cuando se estrenó en noviembre, lo vieron tres veces más, luego desarrollaron una idea de historia en febrero y la presentaron con éxito a ABC Studios, la red ABC y luego a la gerencia de la marca Disney. Los productores compartieron que "la sala de sus escritores era" básicamente una sala de apreciación 'Frozen' "y que serían" completamente honrados "si las estrellas de cine originales quisieran repetir sus papeles. El productor Adam Horowitz dijo que no íbamos a "rehacer" la película: "Somos muy conscientes de lo que creemos que hace que este personaje de 'Frozen' sea tan especial y queremos honrar eso y asegurarnos de que lo que hacemos esté en el universo de [qué] todos se enamoraron el año pasado".
El 7 de junio de 2014, TVLine informó que Anna y Kristoff también aparecerían en el programa junto a Elsa, el casting había comenzado para los tres personajes, y que Elsa aparecería en aproximadamente nueve episodios. En la primera semana de julio, se había confirmado que los productores del programa habían elegido a Georgina Haig como Elsa, Elizabeth Lail como Anna y Scott Michael Foster como Kristoff. Más tarde, el 22 de julio, TVLine anunció la aparición de Hans en el tercer episodio de la Temporada 4 de esta serie, y el 28 de julio, se anunció que el actor Tyler Jacob Moore había sido elegido para este papel. El mismo día, John Rhys-Davies fue elegido como la voz del troll de rock Pabbie. Un primer vistazo a una escena de Frozen de la cuarta temporada del programa se proyectó en el San Diego Comic-Con International 2014, que representa una historia que tiene lugar después de los eventos de la película animada.
El 13 de agosto de 2014, se anunció que un especial de una hora titulado The Story of Frozen: Making a Disney Animated Classic saldría al aire el 2 de septiembre de 2014 en ABC. Presentó entrevistas con algunos del elenco y el equipo creativo de la película, imágenes de Noruega que inspiraron el aspecto de Frozen, anuncios de lo que sigue para la franquicia y una vista previa de la aparición de Anna, Elsa y Kristoff en Érase una vez.
Arendelle Castle Yule Log, un programa de televisión animado de Yule Log, fue lanzado en Disney+ a mediados de diciembre de 2019. El programa, que dura aproximadamente 3 horas, presenta un tronco de Navidad ardiendo en la chimenea del Castillo de Arendelle mientras Kristoff, Olaf y Sven hacen apariciones.

## Cortos

### Frozen Fever(2015)
Frozen Fever es una breve secuela que se lanzó a principios de 2015. El 2 de septiembre de 2014, durante la emisión de ABC de The Story of Frozen: Making a Disney Animated Classic, Lasseter anunció que se lanzará un cortometraje de Frozen con una nueva canción en el futuro. El mismo día, Variety anunció que el corto se lanzaría en la primavera de 2015 bajo el título Frozen Fever, con Lee y Buck regresando como directores, Del Vecho produciendo y una nueva canción de Lopez y Anderson-Lopez. El corto involucra a Elsa y Kristoff organizando una fiesta de cumpleaños para Anna, pero los poderes helados de Elsa ponen en riesgo la fiesta. En una entrevista a mediados de octubre, Idina Menzel reveló que el elenco ya había grabado sus pistas vocales: "Acabamos de trabajar en un corto para Frozen". El 3 de diciembre de 2014, se anunció que Aimee Scribner sería una coproductor y que Frozen Fever debutaría en los cines con la película de Disney Cinderella el 13 de marzo de 2015. El cortometraje se estrenó en el paquete combinado de DVD/Blu-ray de Walt Disney Animation Studios Short Films Collection el 18 de agosto de 2015. También se incluyó en los lanzamientos de Blu-ray, DVD y HD digital de Cinderella el 15 de septiembre de 2015.

### Once Upon a Snowman(2020)
En Jimmy Kimmel Live!, Josh Gad anunció que el nuevo cortometraje titulado Once Upon a Snowman se estrenará exclusivamente en Disney+, el 23 de octubre de 2020. El corto detalla el origen de Olaf desde el momento en que fue creado por Elsa, hasta su primer encuentro con Anna, Kristoff y Sven en la película original.

## Especiales de televisión

### Olaf's Frozen Adventure(2017)
El 9 de febrero de 2016, se anunció que se estaba desarrollando un especial de vacaciones Frozen, que se estrenará en 2017 en ABC. Está dirigida por Kevin Deters y Stevie Wermers-Skelton (Prep & Landing, Prep & Landing: Operation: Secret Santa), y es producida por Roy Conli (Enredados, Big Hero 6). Durante la emisión de The Making of Frozen: Return to Arendelle en ABC en 2016, se reveló que el nombre del especial navideño sería Olaf's Frozen Adventure. Posteriormente, John Lasseter reveló en junio de 2017 que el especial de 21 minutos recibiría un estreno teatral por tiempo limitado. Se estrenó en los cines con la película de Pixar, Coco el 22 de noviembre de 2017 e hizo su debut en televisión en ABC el 14 de diciembre de 2017. El Blu-ray/DVD para el cortometraje fue lanzado en los Estados Unidos y Canadá el 13 de noviembre de 2018.

## Serie de cortos

### At Home with Olaf(2020)
El 6 de abril de 2020, Disney lanzó una serie de clips cortos centrados completamente en Olaf en sus páginas de YouTube y Twitter. Los cortos presentan a Josh Gad retomando su papel de Olaf, y fueron animados por Hyrum Osmond y algunos otros animadores, desde sus hogares. Estos cortos fueron hechos durante la pandemia de COVID-19. La serie terminó el 13 de mayo de ese año con un corto especial de montaje musical titulado I Am with You. Este último contiene clips de otras películas animadas de Disney, como Dumbo, La Cenicienta, La bella y la bestia, Hércules, Wreck-It Ralph, Frozen y más. Se lanzaron 21 cortos en total.

## Docuseries

### Into the Unknown: Making Frozen 2(2020)
El 11 de abril de 2019, se anunció que una serie documental sobre la creación de Frozen 2 se lanzaría en Disney + dentro de su primer año, titulada Into the Unknown: Making Frozen 2. El primer tráiler se lanzó en junio de 2020 y la serie se lanzó el 26 de junio de 2020. A lo largo de seis episodios, la serie sigue al equipo de producción y al elenco de voces de Frozen II en el último año de desarrollo de la película. Fue dirigida por Megan Harding y producida por Lincoln Square Productions. Harding pretendía representar el proceso de producción con honestidad y el equipo filmó durante 115 días.

## Música
La franquicia Frozen contiene muchas canciones que han alcanzado un nivel de éxito independiente fuera del contexto de las películas en las que se presentaron. Estas incluyen:

### Frozen(2013)
- "Frozen Heart" / "Helado Corazón"
- "Do You Want to Build a Snowman?" / "¿Y Si Hacemos Un Muñeco?"
- "For the First Time in Forever" / "Finalmente y Como Nunca"
- "Love Is an Open Door" / "La Puerta Es el Amor"
- "Reindeer(s) Are Better Than People]]" / "Renos Mejores Que Humanos"
- "Let It Go" / "Libre Soy"
- "In Summer" / "Verano"
- "Fixer Upper" / "Reparaciones"

### Frozen Fever(2015)
- "Making Today a Perfect Day" / "Un Día Perfecto Debe Ser"
- "Happy Birthday to You"

### Olaf's Frozen Adventure(2017)
- "Ring in the Season" / "Llega Otro Año"
- "The Ballad of Flemmingrad" / "La Balada de Flemmingrad"
- "That Time of Year" / "Las Fiestas al Fin"
- "When We're Together" / "Juntos por Siempre"

### Frozen: The Broadway Musical(2018)
- "Dangerous to Dream"
- "Monster"
- "What Do You Know About Love?"
- "True Love"
- "I Can't Lose You"

### Frozen II(2019)
- "Into the Unknown" / "Mucho Más Allá"
- "Show Yourself" / "Muéstrate"
- "Some Things Never Change" / "Desde el Corazón"
- "Lost in the Woods" / "Tu Luz"
- "All Is Found" / "Mil Memorias"
- "When I Am Older" / "Cuando Sea Mayor"
- "The Next Right Thing" / "Lo Que Hay Que Hacer"

### At Home with Olaf(2020)
- "I Am With You"

## Espectáculos en vivo
Con el éxito de la película, Disney comenzó a trabajar en tres adaptaciones musicales, como una atracción en el Teatro Hyperion en Disney California Adventure, para Broadway y Disney Cruise Line.

### Disney on Ice
El 20 de mayo de 2014, se informó que Disney on Ice de Feld Entertainment estaba planeando un espectáculo de patinaje sobre hielo basado en Frozen con la ayuda de los productores y directores de la película, y que el programa comenzaría a salir en septiembre de 2014 a partir de Orlando, Florida, con un elenco de 39. El estreno mundial del espectáculo se presentó el 4 de septiembre de 2014 en el Amway Center de Orlando. Feld Entertainment reveló en noviembre que habían vendido 250,000 boletos el día en que estuvieron disponibles por primera vez y esperaban que más de un millón de personas hubieran visto el espectáculo Frozen para fines de 2014.
El espectáculo incluye un tradicional "PinWheel Ice Follies" mientras realiza saltos difíciles de patinaje sobre hielo. Se incluyen todas las canciones populares de la película. Sobre la experta en patinaje artístico, Jo Ann Schneider Farris le otorgó 5 estrellas.

### Musical de Broadway (2018)
La primera prioridad para Disney Theatrical en 2016, tengo que decirte, es cuando tienes una propiedad tan querida y basada en la música como "Frozen", que tiene que llamar mucho mi atención. Decir: ¿Cómo tomamos esto y hacemos una sofisticada noche de teatro para adultos? Porque, como sabemos con nuestros éxitos, han sido para ese público que incluye al espectador sofisticado.
- Tom Schumacher, entrevista con la KPCC en noviembre de 2014

En enero de 2014, Iger declaró que Disney Theatrical Productions está en el desarrollo inicial de una adaptación musical de Frozen en el escenario de Broadway. Aún no se ha establecido una fecha específica para esta adaptación. "No estamos exigiendo velocidad", dijo Iger. "Exigimos excelencia".
Durante la convocatoria de ganancias de Disney de febrero de 2014, Iger felicitó a "todos los involucrados con Frozen" y reiteró que "iría a Broadway": 4 También señaló que Frozen "tiene un potencial real de franquicia" y predijo que "ver Frozen en más lugares de los que ciertamente has visto hoy".
A finales de marzo de 2014, Del Vecho confirmó que hubo "discusiones sobre cómo podemos apoyar a los personajes [de la película] en otros lugares [y] también estamos discutiendo hacer una versión teatral [musical] de Frozen, pero estas cosas llevan tiempo ". A fines de junio, Anderson-López y López dijeron que habrá un musical basado en Frozen dentro de "unos pocos años".
En una entrevista de octubre de 2014, Thomas Schumacher, presidente de Disney Theatrical Group, reveló que las discusiones sobre un musical habían comenzado incluso antes de que la película se estrenara casi un año antes. Después de ver a Frozen en una proyección previa a la medianoche, le envió un mensaje de texto a Lasseter a la 1:30 a.m. con "¿Cuándo podemos comenzar?" y recibí una llamada de Lasseter en 60 segundos. Schumacher explicó: "Mi trabajo es acorralar a los escritores de la película. Ya estoy hablando con los directores, y tengo un concepto de diseño, y tenemos que comenzar a diseñar esta idea. No tiene que ser rápido. necesita ser genial ".
El 12 de febrero de 2015, el Daily Mail informó que López, Anderson-López, Lee y Schumacher se habían reunido con el dos veces nominado al Premios Tony Alex Timbers para discutir ideas para llevar el musical a un teatro en 2017. Al día siguiente, Schumacher emitió una breve declaración confirmando solo que los compositores estaban trabajando en el programa y que Lee escribiría el "libro" de la versión teatral (el equivalente musical de un guion), luego enfatizó que "no hay otro personal o se han anunciado fechas".
El 23 de julio de 2015, The New York Times informó que entre varios proyectos, los compositores estaban "escribiendo sobre una docena de nuevas canciones" para el musical Frozen.
El 9 de febrero de 2016, Disney Theatrical anunció que el musical estaba programado para abrirse en Broadway en la primavera de 2018. En ese momento, Disney también confirmó que varias personas adicionales ahora formaban parte del equipo creativo del musical, incluidos Timbers como director, así como Stephen Oremus, Peter Darling, Bob Crowley y Natasha Katz. Dos días después, se confirmó que el musical pasaría por una prueba previa a Broadway en agosto de 2017 en el Denver Center for the Performing Arts. En abril de 2016, se informó que Betsy Wolfe había sido elegida como Elsa, pero un portavoz de Disney dijo el 26 de abril que no se había elegido oficialmente ningún papel.
El 25 de abril, los compositores mencionaron a un entrevistador que estaban a punto de ir a un laboratorio de desarrollo la próxima semana para el musical. Anderson-López explicó que si bien "la película solo tiene siete canciones y media ... hemos escrito alrededor de 23" para el musical ", en el sentido de que duplicaron el número de canciones originales y luego hay sorpresas López explicó que el musical seguiría la misma historia que la película, pero estaban adaptando todos los momentos icónicos de la película al ambiente del teatro musical. Más tarde se informó que el primer laboratorio de desarrollo del musical se celebró durante dos semanas durante mayo de 2016 en la ciudad de Nueva York, con Betsy Wolfe como Elsa, Patti Murin como Anna, Okieriete Onaodowan como Kristoff y Greg Hildreth como Olaf, y que el propio Iger asistió al laboratorio en un momento. Sin embargo , Disney aún no se había comprometido con un reparto para la producción de pruebas de Denver.
El 27 de septiembre de 2016, Disney anunció el nuevo equipo creativo: Michael Grandage es el director y Christopher Oram es el diseñador escénico. Christopher Gattelli había sido anunciado previamente como coreógrafo. (Alex Timbers y Bob Crowley ya no están involucrados.) El musical se estrenó en Broadway en el Teatro Saint James.

## Recepción

### Rendimiento de taquilla
Frozen ganó $ 400.7 millones en América del Norte, y un estimado de $ 890 millones en otros países, para un total mundial de $ 1,276,480,335. Calculando todos los gastos, Deadline Hollywood estimó que la película obtuvo una ganancia de más de $ 400 millones. Es la decimoquinta película más taquillera (anteriormente la quinta más alta en su apogeo), la segunda película animada más taquillera (anteriormente la más alta en su apogeo), la película 2013 más taquillera, la segunda Walt Disney más taquillera Lanzamiento de imágenes y la novena película de mayor recaudación distribuida por Disney. La película ganó $ 110.6 millones en todo el mundo en su primer fin de semana. El 2 de marzo de 2014, su 101° día de lanzamiento, superó la marca de $ 1 mil millones, convirtiéndose en la decimoctava película en la historia cinematográfica, la séptima película distribuida por Disney, la quinta película no secuela, la segunda película distribuida por Disney en 2013 (después de Iron Man 3), y la primera película animada desde Toy Story 3 en hacerlo.
| Película  | Fecha de lanzamiento    | Total de Recaudación | Total de Recaudación | Total de Recaudación | Presupuesto  | Referencias |
| Película  | Fecha de lanzamiento    | Estados Unidos       | Extranjero           | Mundial              | Presupuesto  | Referencias |
| Frozen    | 22 de noviembre de 2013 | $400,738,009         | $873,481,000         | $1,274,219,009       | $150,000,000 | [ 108 ]     |
| Frozen II | 22 de noviembre de 2019 | $453,173,786         | $798,395,876         | $1,233,569,662       | $150,000,000 | [ 109 ]     |
| Total     | Total                   | $830,836,948         | $1,671,876,8766      | $2,502,713,824       | $300,000,000 | [ 108 ]     |
| --------- | ----------------------- | -------------------- | -------------------- | -------------------- | ------------ | ----------- |

### Respuesta de la crítica
| Película  | Rotten Tomatoes       | Metacritic          |
| Frozen    | 90% (241 comentarios) | 74 (43 comentarios) |
| Frozen II | 77% (301 comentarios) | 65 (46 comentarios) |
| --------- | --------------------- | ------------------- |

## Mercancías
Durante la conferencia telefónica sobre las ganancias del primer trimestre de 2014 de Walt Disney Company el 5 de febrero de 2014, Iger aludió a la "alta demanda de mercancías congeladas", que fue ampliado por el vicepresidente ejecutivo senior y director financiero de Disney, Jay Rasulo: "Sobre todo reciente trimestre ... si tuviera que elegir un solo artículo, diría que los artículos congelados fueron los artículos más demandados en las tiendas Disney ". En marzo de 2014, Bloomberg Businessweek informó que Disney había vendido casi 500,000 muñecas Anna y Elsa, con una edición limitada de 5,000 vendidas en línea en solo 45 minutos en enero. La demanda solo aumentó aún más después del lanzamiento del video casero de mediados de marzo; Jim Silver, experto en la industria del juguete, explicó que el video casero permitió a los niños "mirarlo una y otra vez" y "enamorarse" de los personajes de la película. Chris Buck mencionó en una entrevista de abril de 2014 que los directores no habían comprado nada para ellos "¡pensando que no sería un problema, y ahora todo está agotado!" A mediados de abril, la demanda de los consumidores estadounidenses de mercancías congeladas era tan alto que los precios de reventa para muñecas y disfraces Frozen de edición limitada de mayor calidad se habían disparado más de $ 1,000 en eBay, tanto Disney como sus licenciatarios habían acordado que el flete aéreo enviara un nuevo inventario a los minoristas asediados por padres desesperados, y algunos de esos padres tenían comenzó a expresar públicamente su frustración a través de los medios sociales como la página de Facebook de Disney Store. El analista de Needham & Co., Sean McGowan, comparó la situación con la moda de Cabbage Patch Kids en la década de 1980, donde "la demanda es ... impulsada por la escasez debido al estatus social asociado a poder encontrarla". Harto de La escasez, algunos padres adoptaron un enfoque de "hágalo usted mismo", y otros buscaron réplicas personalizadas en sitios de artesanía como Etsy. Se notificó una escasez similar de mercancías congeladas durante la primavera de 2014 en el Reino Unido, Canadá, Australia, Nueva Zelanda, Francia, y Singapur.
En una entrevista a mediados de abril, el vicepresidente de Disney Store, Jonathan Storey, admitió que aunque Disney tenía grandes expectativas para la película, "la demanda fue aún mayor de lo que pensaban". También prometió que se entregaría más mercancía de Frozen. a las tiendas de Disney Store inmediatamente a través de envíos regulares, y que los nuevos productos se desarrollaron para su lanzamiento durante todo el año. A fines de abril, Disney Parks había impuesto un límite de cinco artículos en sus tiendas, mientras que Disney Store había impuesto un límite de dos artículos, restringió el lanzamiento de los artículos más populares para la apertura de las tiendas los sábados por la mañana y exigió a los invitados ingresar en una lotería en esas mañanas solo por la oportunidad de comprar los trajes muy populares de Elsa.
Durante la convocatoria de ganancias del segundo trimestre de 2014 de The Walt Disney Company el 6 de mayo de 2014, Iger dijo que Frozen "definitivamente está a la altura en términos de, probablemente, nuestras cinco franquicias principales", y que la compañía "aprovechará al máximo eso en los próximos al menos cinco años ". También explicó que Disney todavía estaba trabajando en el musical, así como en proyectos de publicación, interactivos y de parques temáticos. Rasulo reveló que nueve de los diez artículos más vendidos en Disney Store en el segundo trimestre estaban relacionados con Frozen.
En respuesta a la demanda de coleccionistas de arte privados de obras de arte oficiales inspiradas en Frozen, el primer lote de 10 obras de arte aprobadas por Disney Fine Art salió a la venta en mayo de 2014, en una galería de arte en Sacramento, California.
Unos días antes, el 1 de mayo de 2014, se informó que Disney Consumer Products estaba desarrollando un programa integral de nueva mercancía de Frozen para 2014 y 2015, que incluiría juegos de roles adicionales y artículos de felpa, así como "decoración del hogar, baño , textiles, calzado", artículos deportivos, electrónica de consumo y juguetes para piscinas y verano (los dos últimos en el verano de 2015). El 25 de junio de 2014, DCP presentó una "feria de vacaciones" a periodistas en la ciudad de Nueva York para la temporada navideña y festiva de 2014, que incluyó numerosos artículos relacionados con Frozen. MTV News advirtió a los padres que se preparen para "let it go, y con it queremos decir su dinero". A principios de agosto, Fortune informó que Frozen podría llegar a $ 1 mil millones en ventas de mercancías solo en solo en el mercado estadounidense (es decir, excluyendo las ventas de la película en sí) para fines de 2014, con aproximadamente la mitad de esa cantidad proveniente de juguetes. Advertising Age informó a principios de septiembre que la marca Frozen se expandiría pronto a más tipos de productos, como mochilas, frutas, jugos, yogurt, vendajes y cuidado bucal.
A finales de septiembre, el crítico de cine Kyle Smith, del New York Post, escribió sobre cómo Disney le había enviado una copia en DVD de Frozen casi un año antes para que la revisara, y como resultado le había costado aproximadamente $ 900 en mercancía. Él explicó: "Frozen ha convertido a mis dulces hijas en dragones locos que comen más y más hambrientos cuanto más los alimentamos"
El 9 de octubre de 2014, Iger reconoció en una conferencia sobre nuevos medios en San Francisco que la demanda de disfraces de Frozen "ha sido una locura desde que salió la película, más loca de lo que esperábamos, porque, ¿quién sabía?" Agregó que Disney ahora estaba "definitivamente preparado" para satisfacer la demanda de los consumidores. Casi al mismo tiempo, la National Retail Federation publicó una encuesta que proyecta que los disfraces de Frozen serían la cuarta categoría más popular de disfraces infantiles para Halloween 2014, en el que se esperaba que alrededor de 2.6 millones de niños estadounidenses se vistieran como personajes de Frozen. The Fresno Bee estimó que con todos los accesorios lanzados para Halloween 2014, costaría alrededor de $ 94 disfrazar completamente a una niña como Elsa.
A principios de noviembre, se informó que la escasez de mercancía de Frozen finalmente había terminado, y Disney y sus licenciatarios se habían "adaptado a una nueva realidad en la que la demanda de mercancía de Frozen parece insaciable". Disney anunció que había vendido más. tres millones de disfraces de Frozen solo en Norteamérica, de los cuales Elsa fue el no. 1 disfraz de Disney más vendido de todos los tiempos, seguido de Anna en el no. 2. Walmart entró en la temporada navideña y festiva de 2014 con alrededor de 700 artículos distintos relacionados con Frozen en existencia. Entre los productos de la marca Frozen puestos a disposición en el mercado estadounidense a fines de 2014 se encontraban cinta adhesiva para conductos y una versión de Monopoly Junior comercializada con el lema, "Quien recolecte más efectivo descongelará su corazón helado y ganará". El "gigante congelado" fue citado como una de las principales razones de una disminución significativa durante 2014 en las cifras de ventas de otras marcas de juguetes, como Hello Kitty y Barbie. La Encuesta Holiday Top Toys 2014 de la Federación Nacional de Minoristas descubrió que el 20 por ciento de los padres de EE. UU. Planeaba comprar mercadería relacionada con Frozen para sus niñas, en comparación con solo el 16.8 por ciento que planeaba comprar mercadería Barbie. Esto significaba que los juguetes Frozen eran el artículo número 1 en las "listas de deseos de vacaciones para niñas", una posición que Barbie había ocupado anteriormente durante 11 años. El periodista del New York Times, Binyamin Appelbaum, comparó el espectacular éxito de Disney con la marca de productos Frozen con la industria farmacéutica, en el sentido de que el consumidor real del producto generalmente no es la persona que está atascada en la factura: "Después de todo, quién quiere ¿decirle no a su princesa? " NPD Group luego estimó que la mercancía de Frozen había generado $ 531 millones en ingresos brutos durante 2014, lo que significa que Frozen fue la marca de juguetes más importante del año.
El 3 de febrero de 2015, Disney Consumer Products informó un aumento del 22% en los ingresos y un aumento del 46% en los ingresos operativos para el trimestre que finalizó el 27 de diciembre de 2014 (en comparación con el trimestre del año anterior). El principal impulsor de ese crecimiento fue la mercancía congelada. Durante la llamada de ganancias de la Compañía Walt Disney en esa misma fecha, Frozen fue mencionado 24 veces, "más que Star Wars,Los Vengadores ',' Cenicienta 'y' Spider-Man 'combinados". Al día siguiente, El precio de las acciones de Disney subió un 8% en un día para cerrar a un máximo histórico de $ 101.28 por acción. El éxito de la marca se vio reforzado aún más el 9 de junio de 2015, cuando Frozen ganó múltiples premios en la ceremonia de entrega de los Premios Internacionales de Licencias de LIMA en Las Vegas, incluido el de Mejor Licencia General. Programa y programa de cine, televisión o entretenimiento (animación). El juguete de Elsa, de Jakks Pacific, ganó el premio al licenciatario (animado) de cine, televisión o entretenimiento: Hard Goods (en un empate con las tortugas ninja de Playmates Toys), mientras que Kohl's ganó el premio al minorista por su presentación de productos congelados.

## Actividades y lugares

### Meet-and-greets

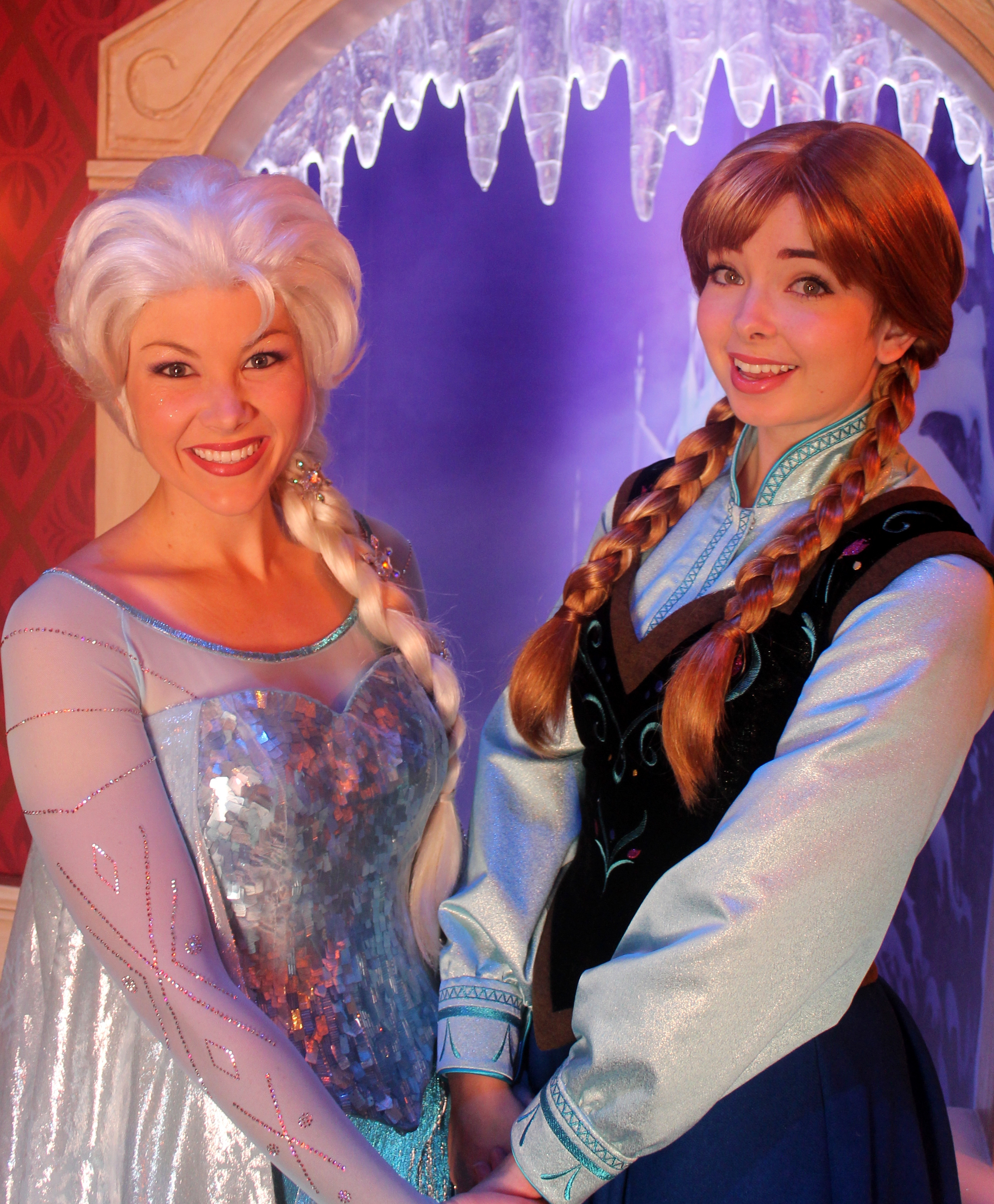

Los encuentros con Anna y Elsa en Disneyland y Epcot fueron patrocinados inicialmente por The Walt Disney Studios como atracciones temporales a corto plazo a partir de noviembre de 2013 para promocionar la película, pero en febrero de 2014, los Parques de Disney decidió extenderlos indefinidamente en respuesta a una demanda sin precedentes. A principios de marzo, según los informes, el tiempo de espera fue de cuatro o cinco horas para ver a Anna y Elsa, lo que alimentó las especulaciones externas sobre si Parques de DIsney respondería con atracciones adicionales específicas de Frozen. Después de que los tiempos de espera en el Pabellón de Noruega en Epcot en Walt Disney World alcanzaron las seis horas, a mediados de abril, los encuentros de Anna y Elsa finalmente fueron trasladados al Princess Fairytale Hall en Magic Kingdom, donde los visitantes del parque podían usar el nuevo Sistema de reserva FastPass+ (parte del proyecto MyMagic+ de Disney) para evitar el largo tiempo de espera. Jezebel.com comentó sobre el fenómeno: "Se dice que esos personajes son como The Beatles ahora, atrayendo a grandes multitudes de mujeres gritando". Sin embargo, hasta abril de 2014, no había ningún plan para que Anna y Elsa únete a la alineación de Princesas Disney, aunque Disney Store confirmó que aún era posible que los personajes se agregarán a esa franquicia en el futuro. Cuando más tarde se le preguntó acerca de la situación con los encuentros, Buck dijo: "Oh, es una locura". Él mismo vio la línea de cuatro horas durante una visita a Disneylandia en el verano de 2014, y rechazó con tacto. sugerencia de un compañero visitante para presentarse a la gran multitud. En septiembre de 2014, se agregó un sistema FastPass a la reunión de bienvenida de Anna y Elsa en Disneyland.
En Navidad de 2014, Hong Kong Disneyland abrió un encuentro de Frozen en Fantasyland con Anna y Elsa. Requiere un boleto de reserva (similar a Disney Fastpasses) para cumplirlos debido a la gran popularidad de la película. También hubo un espectáculo de títeres sobre la búsqueda de Olaf para el verano en Fantasyland.
Los encuentros y saludos con Anna y Elsa se presentaron para la temporada navideña de 2014 (desde mediados de noviembre de 2014 hasta principios de enero de 2015) en Disneyland Paris en el Princess Pavilion. Se emitieron boletos de reserva cada mañana para un número limitado de máquinas tragamonedas. Debido a la longitud de la cola y al mal comportamiento de los huéspedes, los encuentros y saludos se interrumpieron a principios de 2015 y solo han regresado de manera irregular y sin previo aviso en el Hotel Disneyland.

### Desfiles
Después del lanzamiento de la película, Disneyland Paris decidió agregar una carroza Frozen a Disney Magic on Parade.
En la primavera de 2014, el Magic Kingdom de Walt Disney World abrió el Festival de Fantasía de Disney, con personajes de Frozen en la primera carroza.
En mayo de 2014, Mickey's Soundsational Parade en Disneyland estrenó una unidad de pre-desfile de Frozen con Anna, Elsa y Olaf.
El 28 de enero de 2015, se anunció que Disneyland recibiría un nuevo desfile nocturno llamado "Paint the Night", que incluye una carroza Frozen con Anna, Elsa y Olaf. El desfile se estrenó el 22 de mayo como parte de la celebración del 60 aniversario de Disneyland.
El 26 de marzo de 2017, Disney Stars on Parade se estrenó en Disneyland Paris. Cuenta con una unidad congelada con dos flotadores. La primera carroza incluye a Olaf montando en Sven y la segunda es un pequeño castillo con Anna y Elsa en la cima. La segunda carroza presenta nieve artificial.

### Eventos y celebraciones.

#### World of Color: Winter Dreams (2013, 2014, 2015)
Del 15 de noviembre de 2013 al 6 de enero de 2014, se estrenó un espectáculo completo titulado World of Color: Winter Dreams. Presentado por Olaf (Josh Gad), el espectáculo celebra la temporada de invierno con varios segmentos con temas festivos, con escenas de Frozen, Toy Story, Bambi, Fantasía, One Hundred and One Dalmatians, Prep & Landing, Secret of the Wings, Tangled, Wreck-It Ralph, Melody Time, Lady and the Tramp, Mickey's Once Upon a Christmas, Beauty and the Beast: The Enchanted Christmas y varios cortos vintage de Mickey Mouse. El espectáculo incorpora música tradicional relacionada con las fiestas, incluyendo "Glow" de Eric Whitacre, "Carol of the Bells", "Let it Snow", "It's the Most Wonderful Time of the Year", "I'll Be Home for Christmas", "Believe", "Silent Night", de "Nutcracker Suite", "Jingle Bells", "I Have a Little Dreidel", "Feliz Navidad", "Joy to the World", and "Have Yourself A Merry Little Christmas", así como canciones de Frozen, como "Let It Go)" y "In Summer".
En noviembre de 2014, World of Color: Winter Dreams abrió con un espectáculo diferente a su año piloto. El segmento previo a la presentación de Glow se ha eliminado, sin embargo, su música se reproduce después del segmento posterior a la presentación como música de salida. En general, el programa se enfrentó a una reorganización importante, como canciones adicionales de Frozen, incluyendo "Love Is an Open Door" y "Do You Want to Build a Snowman?". Además, las llamas isopar se introdujeron en este espectáculo durante la secuencia "In Summer".

#### Disney Dreams! of Christmas
El 10 de noviembre de 2013, un espectáculo de larga duración titulado Disney Dreams! de Navidad debutó. Organizado por Olaf, junto con Anna de Frozen como coanfitrión. El espectáculo celebra la temporada de invierno con varios segmentos de temática festiva, con escenas que son casi lo mismo que World Of Color Winter Dreams.
En Navidad de 2014, como World Of Color, el espectáculo se abrió con un piloto diferente. Cuenta con más escenas como World Of Color, como los personajes de Big Hero 6.

#### Frozen Fun
El 5 de julio de 2014, Disney's Hollywood Studios en Walt Disney World lanzó un programa "Frozen Summer Fun" que se prolongó hasta el 1 de septiembre y que incluyó un desfile diario, un espectáculo de canto, una fiesta de baile y un espectáculo de fuegos artificiales; una pista de patinaje sobre hielo cubierta y una tienda de mercancías; y decoración congelada en todo el parque temático. En respuesta a la fuerte demanda, los parques de Disney anunciaron posteriormente el 7 de agosto que Frozen Summer Fun se prolongaría hasta el 28 de septiembre.
El 5 de diciembre de 2014, el Disneyland Resort anunció un evento de "Frozen Fun" en Disney California Adventure. Si bien algunas de las atracciones estuvieron disponibles a partir del 20 de diciembre, "Frozen Fun" comenzó oficialmente el 7 de enero de 2015. El evento incluyó  For the First Time in Forever: A Frozen Sing-Along Celebration en el teatro Muppet*Vision 3D "Olaf's Snow Fest" (con un encuentro y saludo con Olaf), Wandering Oaken's Trading Post, "Freeze the Night! A Family Dance Party" (reemplazando temporalmente a Mad T Party) y" Anna and Elsa's Royal Welcome ", un encuentro y -salude en el Disney Animation Building (reemplazando el encuentro en el parque Disneyland) y lecciones sobre cómo dibujar a Olaf o Marshmallow en la Academia de Animación. Además, Disneyland recibió una obra de Frozen en Fantasy Faire, y una actualización de Storybook Land Canal Boats para incluir el pueblo de Arendelle de la película.
El 11 de junio de 2015, Hong Kong Disneyland lanzó un evento "Frozen Fun" que se extenderá hasta el 30 de agosto. La característica principal del evento es el "Frozen" Festival Show presentado en el Crown Jewel Theatre dentro de Frozen Village, un área ubicada en el Espacio "Black Box" conocido como "The Pavilion", entre Adventureland y Grizzly Gulch. También dentro de Frozen Village se encuentra Frozen Festival Square, donde se encuentran los saludos con Olaf, un paseo en trineo y el Puesto Comercial de Oaken. Otras atracciones son "Frozen Processional", conocer y saludar a Anna y Elsa en Fantasyland, así como lecciones sobre cómo dibujar a Olaf en la Academia de Animación.

#### Anna and Elsa's Frozen Fantasy
El 13 de enero de 2015, Tokio Disneyland presentó un evento de invierno basado en Frozen. Este evento presentó un desfile de Frozen y escenas especiales en el programa de proyección Once Upon A Time Castle. El evento finalizó el 20 de marzo de 2015.
Para la versión 2017 de Frozen Fantasy de Anna y Elsa, se estrenó un nuevo mapeo de proyección y un espectáculo de fuegos artificiales llamado Frozen Forever. Fue dirigida por Steve Davison.

### Actividades de Disney Cruise Line
El 22 de enero de 2015, se anunció que en el verano de 2015, se agregarán actividades temáticas de Frozen para seleccionar itinerarios Disney Magic y Disney Wonder de Disney Cruise Line. Esto incluye una nueva fiesta de cubierta con temas de Frozen y, en el Magic, una nueva escena de Frozen agregada al espectáculo de Disney Dreams. Además, Anna, Elsa y otros personajes de Frozen se encontrarán y saludarán en todas las naves.

#### Maravilla musical
Este musical no confirmado se encontraba en las primeras etapas, pero está planeado para el crucero Wonder, que se renovará en 2016. Sheryl Kaller es la directora, mientras que los avisos de casting indicaron a Josh Prince como el coreógrafo. Este musical ha tenido un recorrido y se espera que reemplace "Toy Story - The Musical", por lo tanto, se proyecta como un musical de una hora de duración, más corto que la versión de Broadway. Si bien se considera el menos extravagante, la nieve falsa se incluye en la escena climática.

### Atracciones

#### Anna & Elsa's Boutique (2014–2017)
El 19 de agosto de 2014, se anunció inicialmente que Elsa & Anna's Boutique (en sustitución de Studio Disney 365) abriría a mediados de septiembre en el distrito Downtown Disney en el Disneyland Resort. La fecha de apertura se cambió más tarde al 6 de octubre de 2014, y el nombre de la tienda se cambió a "Anna & Elsa's Boutique". La ubicación incluye productos inspirados en Anna, Elsa y Olaf. Anna & Elsa's Boutique rápidamente trazó una línea de consumidores curiosos en su primer día de operación, aunque la gerencia de Disney supuestamente intentaba evaluar la respuesta de los consumidores antes de considerar tiendas similares en otros lugares de Disney. En octubre de 2017, la ubicación se convirtió en Dream Boutique, con el tema de todas las princesas de Disney.

#### Frozen Ever After
El 12 de septiembre de 2014, Walt Disney World anunció que una atracción de Frozen está programada para abrir en junio de 2016 en Epcot's World Showcase en el pabellón de Noruega, en reemplazo del paseo Maelstrom del parque. La atracción presentará el reino de Arendelle con música y escenas de la película, así como encuentros y saludos con Anna y Elsa. Buck y Lee confirmaron en marzo de 2015 que habían estado ayudando a los parques de Disney con el nuevo diseño del paseo Epcot. En la atracción, Buck declaró: "Va a tener animatoronics de audio de última generación y se verá increíble". En junio de 2015, se anunció que el nombre de la atracción sería "Frozen Ever After". y presentará el reino de Arendelle durante su evento "Invierno en verano", que incluirá apariciones de los Snowgies de Frozen Fever, además de Anna, Elsa, Kristoff, Sven, Olaf y Marshmallow. La atracción se inauguró el 21 de junio de 2016.

#### Frozen - Live at the Hyperion
En septiembre de 2015, se anunció que Disney California Adventure recibiría un espectáculo musical inspirado en Live at the Hyperion para el Teatro Hyperion del parque, titulado Frozen - Live at the Hyperion. El espectáculo se estrenó el 27 de mayo de 2016 y está producido por Walt Disney Creative Entertainment.

#### Área de temática escandinava (Tokyo Disney Resort)
El 28 de abril de 2015, Oriental Land Company anunció que un nuevo puerto temático en Tokio DisneySea sería Escandinavia con una parte del área temática específica para el mundo de Frozen. El nuevo octavo puerto temático se desarrollará en el sitio de expansión ubicado al sur del Lost River Delta y tiene aproximadamente el mismo tamaño que la Arabian Coast.

#### Área temática congelada (Hong Kong Disneyland Resort)
El 22 de noviembre de 2016, se anunció que el Hong Kong Disneyland Resort obtendría dos expansiones importantes. Uno de los cuales fue una expansión de área temática congelada. Se trata de dos atracciones, lugares para conocer y saludar, entretenimiento, tiendas y restaurantes. Se desarrollará detrás del área actual de Fantasyland y está programado para abrir en 2021. Se dice que es similar al área temática de Tokyo Disney Resort Frozen.

## Libros y cómics
La editorial Random House lanzó inicialmente cinco títulos relacionados con Frozen para mercados de habla inglesa junto con el lanzamiento de la película. Para el 29 de junio de 2014, los cinco figuraban entre los 20 libros más vendidos de Nielsen de 2014 en el mercado estadounidense. En agosto, esos cinco títulos habían pasado colectivamente 148 semanas en la lista de USA Today de los 150 libros más vendidos en Estados Unidos, y Random House había vendido más de 8 millones de libros relacionados con Frozen. Ese mes, Random House anunció una nueva serie de cuatro libros de Erica David que se lanzará en 2015; sus primeras dos entregas, Anna & Elsa # 1: All Hail the Queen y Anna & Elsa # 2: Memory and Magic, que extiende la trama más allá de los eventos mostrados en la película cuando las hermanas se conocen, se lanzaron en enero 6 de 2015. Además, planean lanzar tres o cuatro libros de Frozen al año en el futuro. En 2014, también se lanzó una entrada temática de Frozen en la serie "The Art of..." de Charles Solomon titulada The Art of Frozen, que representa información detrás de escena sobre la producción de la película y numerosas obras de arte conceptuales que informaron el estilo visual final de la pieza. Una adaptación de cómic de Frozen titulada Frozen - Graphic Novel fue lanzada digitalmente el 23 de julio de 2014 por Disney Press, y Joe Books publicó una versión impresa el 27 de enero del año siguiente.
En enero de 2018, se anunció que Dark Horse Comics publicaría una serie de cómics de Frozen. La serie, titulada Disney Frozen, será escrita por Joe Caramagna con arte del Kawaii Creative Studio. Se lanzó en agosto de 2018.

## Extensión de la marca

### LEGO Frozen: Las Luces del Norte
En junio de 2016, Disney anunció una extensión de franquicia llamada Frozen Northern Lights. Esta extensión de marca incluye cortos animados, series de libros y un especial de TV, además de juguetes caracterizados por cortesía de LEGO Friends.
La serie de libros de la extensión lanzó la extensión el 5 de julio de 2016 con su primer libro, Journey to the Lights, publicado por Random House por la autora Suzanne Francis y tiene 224 páginas de extensión. Los diez libros de la serie se lanzarán a fines de 2017. Los personajes principales de la película intentan restaurar el brillo de Northern Lights y enfrentar a Little Rock, el nuevo protagonista de la serie.
Una colección derivada de cuatro cortos desarrollados por LEGO emitidos en Disney Channel, titulados:
- Carrera hacia el mirador de montaña[193] (también conocido como Carrera hacia el mirador)[194]
- Fuera de la tormenta[195]
- El gran glaciar[196]
- Restaurando la aurora boreal[197]

Más tarde se emitieron en su totalidad el 9 de diciembre de 2016. Titulado LEGO Frozen Las Luces del Norte (también conocido como Frozen: La Magia de las Luces del Norte en el Reino Unido y Lego Frozen Las Luces del Norte en otros lugares), los cortos se compilaron como un especial y contó con los talentos de voz de Kristen Bell, Idina Menzel, Jonathan Groff y Josh Gad. El especial recibió 2,01 millones de televidentes y ocupó el quinto lugar por la noche por cable.